# Fernando Alvim (músico)
Fernando Gui de São-Payo de Sousa e Alvim (Cascais, 6 de novembro de 1934 - Lisboa, 27 de fevereiro de 2015) foi um instrumentista português, de guitarra e também arranjador. Fez parcerias com Carlos Paredes e António Chainho.

## Biografia
Oitavo de treze filhos e filhas de João da Silva Neves de Sousa e Alvim (Vila Nova de Ourém, Seiça, Casa de Seiça, 24 de Setembro de 1897 - Lisboa, Prazeres, 21 de Maio de 1965), Médico Analista, Senhor da Quinta de Seiça, parente do 1.º Visconde de Alter do Chão e sobrinho-neto do 1.º Visconde de Falcarreira e do 1.º Visconde de Franco, 1.º Conde e 1.º Marquês de Franco e Almodôvar, e de sua mulher e parente afastada (Vila Nova de Ourém, Seiça, Quinta da Mota, 25 de Fevereiro de 1924) Maria Francisca de São-Paio de Sousa e Alvim (Vila Nova de Ourém, Seiça, Quinta da Mota, 2 de Setembro de 1902 - Vila Nova de Ourém, Seiça, Quinta de Seiça, 3 de Outubro de 1958), parente do 1.º Visconde de Idanha, do 1.º Visconde de Vila Boim e do 2.º Visconde de Andaluz (antes Barão), neta materna do Representante do Título de Marquês de Sampaio e 5.º Conde de Sampaio e sobrinha-trineta de Diogo Inácio de Pina Manique, 1.º Senhor de Manique do Intendente, pai do 2.º Senhor, 1.º Barão e 1.º Visconde de Manique do Intendente.
Com 18 anos teve as primeiras aulas de viola com o professor Duarte Costa. Com 24 anos frequenta um curso com o guitarrista Emílio Pujol. Na Emissora Nacional realiza o programa de music-hall "Nova Onda" que depois dá nome ao conjunto, formado com Gonçalo Lucena, António Roquette e Bernardo d'Orey, que durou de 1957 a 1961 e que depois deu origem ao Conjunto Mistério.
Acompanha os fadistas Vicente da Câmara, Frei Hermano da Câmara e Teresa Tarouca, entre outros. Conhece Carlos Paredes e em 1959 formam uma parceria que durou 24 anos. Fundou o Conjunto de Guitarras de Fernando Alvim em 1969 e gravou um disco com João Maria Tudela.
Em 1998 participou no disco "A Guitarra e Outras Mulheres" de António Chainho.
O CD "Nas Veias de Uma Guitarra – Tributo a Fernando Alvim", em conjunto com Ricardo Parreira, foi lançado em 2007.
Em Setembro de 2011 foi lançado um duplo CD de fados e músicas por si, compostas ao longo da sua longa carreira, baptizado por Camané como «Os Fados e as Canções do Alvim». No disco participam músicos de renome como Ana Moura, António Zambujo, Bernardo Couto, Camané, Carlos do Carmo, Carminho, Cristina Branco, Filipa Pais, Marco Rodrigues, Pedro Jóia, Pedro Moutinho, Rão Kyao, Raquel Tavares, Rui Veloso. As letras das músicas são da autoria de diversos autores, entre os quais Amélia Muge, João Monge, Manuela de Freitas, Tiago Torres da Silva e a própria mulher do músico, Rosarinho Alvim.
Faleceu em Fevereiro de 2015. Foi casado com Maria do Rosário Sande Leitão.

## Reconhecimento
Em 7 de Junho de 2005, recebeu a Medalha de Mérito Cultural atribuída pela Câmara Municipal de Cascais. 
Foi uma das 50 figuras do fado e da guitarra portuguesa homenageadas, em 2012, aquando da celebração do primeiro aniversário do fado enquanto Património Imaterial da Humanidade, tendo nessa altura recebido a Medalha Municipal de Mérito (Grau Ouro), da cidade de Lisboa. 

O documentário "Azul Alvim" realizado por Margarida Mercês de Mello para a RTP, em sua homenagem, foi eleito em 2014 o melhor documentário pelo público do Festin (Festival de Cinema Itinerante da Língua Portuguesa).